# Phyllodes gynnis
Phyllodes gynnis là một loài bướm đêm trong họ Noctuidae.